# XV обикновено народно събрание
Петнадесетото обикновено народно събрание (XV ОНС) е народно събрание на Царство България, заседавало в сградата на Народното събрание в София от 15 октомври 1911 и закрито на 23 юли 1913, в резултат на неуспешната политика при Балканските войни и предизвиканата от тях Първа национална катастрофа.

## Избори
Парламентарните избори за XV ОНС са насрочени с указ на цар Фердинанд I № 377 от 9 юли 1911 и се провеждат на 4 септември същата година. Спечелени са от коалиция на Демократическата, Прогресивнолибералната и Народната партия. Избрани са общо 213 народни представители.

### Изборни резултати
| Резултати от парламентарните избори в България на 4 септември 1911 година. | Резултати от парламентарните избори в България на 4 септември 1911 година. | Резултати от парламентарните избори в България на 4 септември 1911 година. | Резултати от парламентарните избори в България на 4 септември 1911 година. | Резултати от парламентарните избори в България на 4 септември 1911 година. | Резултати от парламентарните избори в България на 4 септември 1911 година. | Резултати от парламентарните избори в България на 4 септември 1911 година. | Резултати от парламентарните избори в България на 4 септември 1911 година. | Резултати от парламентарните избори в България на 4 септември 1911 година. | Резултати от парламентарните избори в България на 4 септември 1911 година. |
| | Кандидатска листа                                                          | Гласове                                                                    | Гласове                                                                    | Дял от гласовете                                                           | Дял от гласовете                                                           | Общо мандати                                                               | Общо мандати                                                               |                                                                            |                                                                            |
| брой | Кандидатска листа                                                          | +/−                                                                        | %                                                                          | +/−                                                                        | брой                                                                       | +/−                                                                        |                                                                            |                                                                            |                                                                            |
| --- | -------------------------------------------------------------------------- | -------------------------------------------------------------------------- | -------------------------------------------------------------------------- | -------------------------------------------------------------------------- | -------------------------------------------------------------------------- | -------------------------------------------------------------------------- | -------------------------------------------------------------------------- | -------------------------------------------------------------------------- | -------------------------------------------------------------------------- |
| | НП – ПЛП1                                                                  | 273 223                                                                    | —                                                                          | 54,2                                                                       | —                                                                          | 190                                                                        | 0                                                                          |                                                                            |                                                                            |
| | БЗНС                                                                       | 71 943                                                                     | +3635                                                                      | 14,3                                                                       | −0,3                                                                       | 4                                                                          | 0                                                                          |                                                                            |                                                                            |
| | Либерална партия                                                           | 33 320                                                                     | +10 016                                                                    | 6,6                                                                        | +1,6                                                                       | 7                                                                          | 0                                                                          |                                                                            |                                                                            |
| | Демократическа партия                                                      | 24 686                                                                     | −228 386                                                                   | 4,9                                                                        | −49,2                                                                      | 4                                                                          | 0                                                                          |                                                                            |                                                                            |
| | Либерални коалиции2                                                        | 22 355                                                                     | —                                                                          | 4,4                                                                        | —                                                                          | 0                                                                          | 0                                                                          |                                                                            |                                                                            |
| | Народнолиберална партия                                                    | 17 685                                                                     | +2 958                                                                     | 3,5                                                                        | +0,9                                                                       | 6                                                                          | 0                                                                          |                                                                            |                                                                            |
| | Радикалдемократическа партия                                               | 12 918                                                                     | +4 877                                                                     | 2,6                                                                        | +0,9                                                                       | 0                                                                          | 0                                                                          |                                                                            |                                                                            |
| | БРСДП (т.с.)                                                               | 12 850                                                                     | +11 345                                                                    | 2,5                                                                        | +2,2                                                                       | 0                                                                          | 0                                                                          |                                                                            |                                                                            |
| | БРСДП (ш.с.)                                                               | 12 715                                                                     | +6 601                                                                     | 2,5                                                                        | +1,2                                                                       | 0                                                                          | 0                                                                          |                                                                            |                                                                            |
| | Младолиберална партия                                                      | 6 415                                                                      | +1 227                                                                     | 1,3                                                                        | +0,2                                                                       | 1                                                                          | 0                                                                          |                                                                            |                                                                            |
| | Независими                                                                 | 16 328                                                                     | +11 115                                                                    | 3,2                                                                        | +2,1                                                                       | 0                                                                          | 0                                                                          |                                                                            |                                                                            |
| Валидни гласове: | Валидни гласове:                                                           | 504 438                                                                    | +36 831                                                                    | 100,0                                                                      | —                                                                          | 213                                                                        | +10                                                                        |                                                                            |                                                                            |
| Невалидни гласове: | Невалидни гласове:                                                         | —                                                                          | —                                                                          | —                                                                          | —                                                                          | —                                                                          | —                                                                          |                                                                            |                                                                            |
| Гласували: | Гласували:                                                                 | 504 438                                                                    | +36 831                                                                    | 47,2                                                                       | −3                                                                         | —                                                                          | —                                                                          |                                                                            |                                                                            |
| Избиратели по списък: | Избиратели по списък:                                                      | 1 068 614                                                                  | +136 981                                                                   | —                                                                          | —                                                                          | —                                                                          | —                                                                          |                                                                            |                                                                            |
| \| \| \| \| \| получава мандати \| \| 0 \| не получава мандати \| \| — \| не участва \| \| +/− \| разлика спрямо предходните парламентарни избори \| \| 1 \| НП – 99 мандата и ПЛП – 91 мандата \| \| 2 \| ЛП, НЛП и МЛП – 0 мандата \| |                                                                            |                                                                            |                                                                            |                                                                            |                                                                            |                                                                            |                                                                            |                                                                            |                                                                            |
| |                                                                            |                                                                            |                                                                            |                                                                            |                                                                            |                                                                            |                                                                            |                                                                            |                                                                            |
| | получава мандати                                                           |                                                                            |                                                                            |                                                                            |                                                                            |                                                                            |                                                                            |                                                                            |                                                                            |
| 0 | не получава мандати                                                        |                                                                            |                                                                            |                                                                            |                                                                            |                                                                            |                                                                            |                                                                            |                                                                            |
| — | не участва                                                                 |                                                                            |                                                                            |                                                                            |                                                                            |                                                                            |                                                                            |                                                                            |                                                                            |
| +/− | разлика спрямо предходните парламентарни избори                            |                                                                            |                                                                            |                                                                            |                                                                            |                                                                            |                                                                            |                                                                            |                                                                            |
| 1 | НП – 99 мандата и ПЛП – 91 мандата                                         |                                                                            |                                                                            |                                                                            |                                                                            |                                                                            |                                                                            |                                                                            |                                                                            |
| 2 | ЛП, НЛП и МЛП – 0 мандата                                                  |                                                                            |                                                                            |                                                                            |                                                                            |                                                                            |                                                                            |                                                                            |                                                                            |

## Правителства
В периода 1911 – 1913 г. Народното събрание избира две правителства, начело с Иван Гешов (16 март 1911 – 1 юни 1913) и Стоян Данев (1 юни – 4 юли 1913).

## Разпускане
Грешките, допуснати от управляващите при провеждане на Балканските войни (довели до първата национална катастрофа) и Букурещкото примирие, предизвикват преждевременното разпускане на лишеното от парламентарна подкрепа XV обикновено народно събрание.

## Сесии и законодателни актове
| сесия               | заседава от/до                       | законопроекти                                                                                                 |
| ------------------- | ------------------------------------ | --- |
| I редовна сесия     | 15 октомври 1911 – 15 септември 1912 | Закон за определяне цивилната листа на Княза – 1 800 800 лева                                                 |
| I редовна сесия     | 15 октомври 1911 – 15 септември 1912 | Закон за построяване на Силистренското пристанище и за пристройка и доставки за пристанищата в Бургас и Варна |
| I редовна сесия     | 15 октомври 1911 – 15 септември 1912 | Закон за построяване сгради на окръжни затвори                                                                |
| I редовна сесия     | 15 октомври 1911 – 15 септември 1912 | Закон за управление на държавния и на гарантираните от държавата дългове                                      |
| I редовна сесия     | 15 октомври 1911 – 15 септември 1912 | Закон за индустриалните железници                                                                             |
| I редовна сесия     | 15 октомври 1911 – 15 септември 1912 | Закон за административното правосъдие                                                                         |
| I редовна сесия     | 15 октомври 1911 – 15 септември 1912 | Закон за построяване на Съдебната палата в София                                                              |
| I редовна сесия     | 15 октомври 1911 – 15 септември 1912 | Закон за сключване на общински заеми за училищни сгради                                                       |
| I редовна сесия     | 15 октомври 1911 – 15 септември 1912 | Закон за Държавното музикално училище                                                                         |
| I редовна сесия     | 15 октомври 1911 – 15 септември 1912 | Закон за заплатите на държавните лица по съдебно ведомство                                                    |
| I редовна сесия     | 15 октомври 1911 – 15 септември 1912 | Закон за подобрение на скотовъдството                                                                         |
| I редовна сесия     | 15 октомври 1911 – 15 септември 1912 | Закон за земеделските камари                                                                                  |
| I редовна сесия     | 15 октомври 1911 – 15 септември 1912 | Закон за взривните вещества и оръжията                                                                        |
| I извънредна сесия  | 22 – 24 септември 1912               | Закон за увеличаване на военния данък                                                                         |
| II редовна сесия    | 1 декември 1912 – 30 април 1913      | Закон за определяне сума за издръжка на НЦВ престолонаследника княз Борис Търновски – 240 000 лв.             |
| II извънредна сесия | 25 юни – 23 юли 1913                 | Закон за определяне парични оклади за издръжка на военнопленниците                                            |
| II извънредна сесия | 25 юни – 23 юли 1913                 | Закон за безплатно превозване на стоки и животни във военно време                                             |

## Бюро
| заемана длъжност | народен представител | мандат                         | парламентарна група         |
| ---------------- | -------------------- | ------------------------------ | --------------------------- |
| председател      | Стоян Данев          | 15 октомври 1911 – 1 юни 1913  | Народната партия            |
| председател      | Иван Гешов           | 26 юни – 23 юли 1913           | Народната партия            |
| подпредседатели  | Иван Пеев-Плачков    | 15 октомври 1911 – 23 юли 1913 | Народната партия            |
| подпредседатели  | Атанас Буров         | 15 октомври 1911 – 23 юли 1913 | Народната партия            |
| подпредседатели  | Михаил Маджаров      | 15 октомври 1911 – 1912        | Народната партия            |
| подпредседатели  | Георги Згурев        | 15 октомври 1911 – 23 юли 1913 | Народната партия            |
| подпредседатели  | Христо Тодоров       | 15 октомври 1911 – 23 юли 1913 | Прогресивнолиберална партия |
| подпредседатели  | Христо Мутафов       | 15 октомври 1911 – 23 юли 1913 | БРСДП (ш.с.)                |

## Народни представители
Списъкът на присъстващите представители в Народното събрание в София на 15 октомври 1911 г. включва имената на: депутатите по звание, избраните чрез пряк вот от народа, депутатите от учреждения и различни организации.
Някои от имената на видните депутати в списъка на депутатите в Народното събрание са:
| - Александър Малинов - Атанас Буров - Борис Вазов - Васил Димчев - Величко Кознички | - Георги Губиделников - Георги Згурев - Димитър Тончев - Димитър Драгиев - Иван Евстратиев Гешов | - Иван Пеев-Плачков - Константин Поменов - Коста Списаревски - Михаил Такев |